# Vida Doméstica
Vida Doméstica foi uma revista mensal (posteriormente quinzenal e semanal) brasileira editada no Rio de Janeiro voltada para o público feminino que circulou no país entre 1920 e 1962.

## Editora
No começo era editada pela firma Jesus & Jarque, que tinha por diretor Jesus Gonçalves e redator Mário Nunes.
Editado pela Sociedade Gráfica Vida Doméstica Ltda., fazia parte de uma tríade de revistas com as revistas em quadrinhos Vida Infantil (1947-1960), Vida Juvenil (1949-1959), Coletânea (1951-1960) e Cadernos Brasileiros (sem informações) que, junto aos respectivos almanaques, compunham a grade da editora.

## Conteúdo
Por ser voltada às leitoras, uma vez que tinha como objetivo declarado ser uma "publicação do lar e das mulheres", o periódico trazia grande número de anúncios que eram, destacadamente, de produtos de beleza (cosméticos, sabonetes, cremes, etc.), tecidos para confecção de roupas, etc. - e matérias jornalísticas tratando de cuidados de crianças, sobre casamento ou moda, notícias sobre os eventos considerados significativos, falando de temas diversificados (como joias, óculos, carros de bebê, remédios, viagens, etc.) - tudo permeado por grande quantidade de fotografias.
Suas primeiras cinco páginas eram de propagandas, que também eram bastante numerosas no restante da publicação, e anunciavam os mais diversos produtos - o que ajudou a financiar sua edição por período tão longo quanto foi a sua existência (mais de quatro décadas).

## Público-leitor
Embora seu conteúdo deixe entrever que se dirigia ao público urbano, algumas de suas matérias retratam a característica ainda rural da sociedade brasileira da época - pois trazia calendários agrícolas, notícias sobre animais e seus cuidados, etc. Essa característica rural, contudo, perde espaço com o tempo, conforme a mudança do público para as cidades.
Suas matérias visavam a mulher como dona de casa, falando do casamento e do lar, e matérias sobre puericultura, romances e novelas, saúde da mulher e utensílios úteis para a casa.
Inicialmente defendia um papel da mulher não mais submissa, mas sim como um complemento do homem, em oposição aos movimentos feministas e emancipacionistas. Num dos seus artigos, em 1922, pregava:
"Abnegada  e sublime, altruísta e heroica, a mulher brasileira é, antes de tudo, o modelo das mães; e aquela que exercer esta grandiosa missão, terá o bom senso de ficar na calma remansosa do lar, toda amor e carinho, devotamento e sacrifício, inteiramente entregue aos doces cuidados maternais, cônscia de que, educando patrioticamente a criança de hoje, prepara, com nobreza e galhardia, o soldado de amanhã."